# Friedrich Argelander
Friedrich Wilhelm August Argelander (22 de marzo de 1799-17 de febrero de 1875), fue un astrónomo alemán, autor del Bonner Durchmusterung, un detallado atlas estelar que recogía la posición y brillo de 324.198 estrellas del hemisferio norte.

## Semblanza

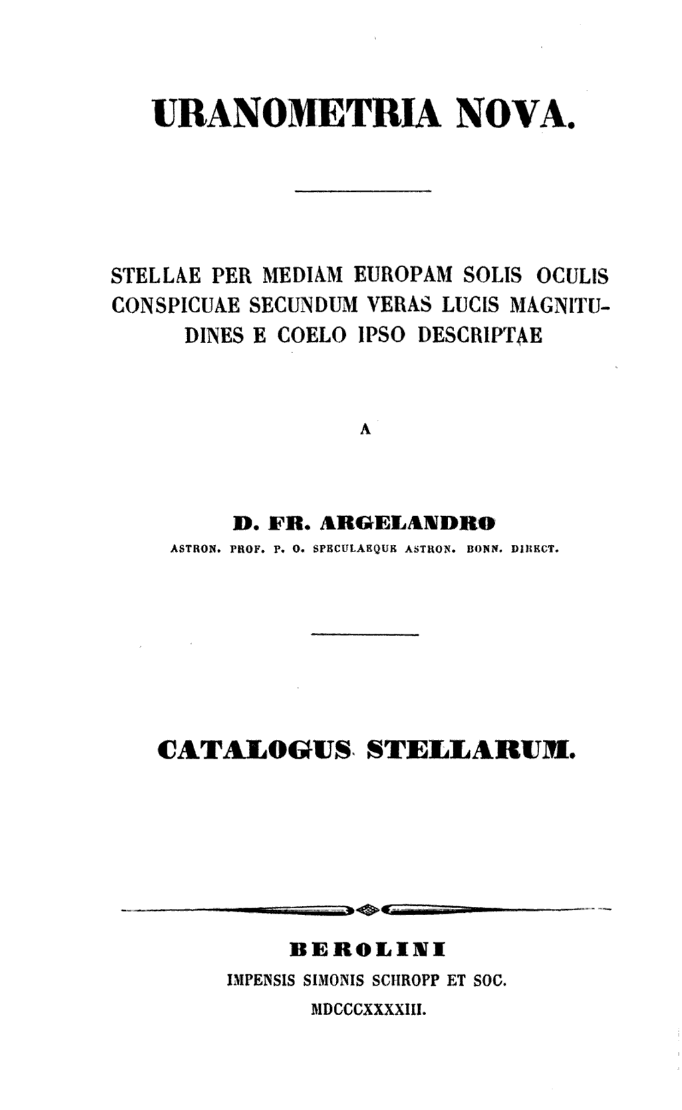
Portada del catálogo Uranometria Nova.

Argelander nació en 1799 en la localidad de Memel (Klaipeda). En aquella época el pueblo pertenecía a Prusia y la ciudad más grande en la zona era Königsberg (Kaliningrado), donde en 1817 Argelander empezó su educación en ciencias.
En 1810 Friedrich Wilhelm Bessel (1784-1846) se había convertido en el director del observatorio local y profesor de astronomía en la Universidad de Königsberg. Argelander estaba muy entusiasmado por la astronomía gracias a Bessel, convirtiéndose primero en su alumno y 1820 en asistente del observatorio de Königsberg.
Obtuvo en 1822 su doctorado con una revisión crítica de las observaciones de John Flamsteed (1646- 1719), quien había publicado un sumario sin corregir de sus observaciones desde 1676 hasta 1705 en 1712.
Bessel le consiguió un trabajo a Argelander en 1823 como observador en el observatorio de la universidad de Turku (en sueco, Åbo), Finlandia, llamada en aquel entonces Academia de Turku. Argelander se convirtió en el director del observatorio y en 1828 en profesor de astronomía de la universidad. En 1828 la universidad se mudó a Helsinki debido a un incendio que había destruido la mayor parte de los edificios de la universidad en Turku (Åbo) en 1827. En Turku había trabajado en el movimiento de las estrellas, donde escribió los resultados en 1837 en el libro Sobre el Movimiento Propio del Sistema Solar.
Desde 1836 a 1837 comenzó con los primeros planes de un observatorio en Bonn, el cual debería ser financiado por el rey de Prusia Federico Guillermo IV (1795- 1861).
Durante el período de construcción en 1843, Argelander publicó un catálogo de estrellas fijas visibles a simple vista, donde creó un método único para estimar el brillo de las estrellas en relación con otras. El catálogo se llamó Uranometria nova, quizás en memoria del atlas estelar Uranometria de Johannes Bayer (1572-1625) escrito en 1603. Este método de cálculo también lo usó para una colección de 22 estrellas variables conocidas publicada en 1850.
Para la determinación del movimiento propio del Sistema Solar relacionado al universo que lo rodea Argelander llegó a la conclusión de que no tenía datos suficientes para la respuesta correcta acerca de hacia qué centro se movían el Sol y las estrellas, si es que había alguno. De esta manera se dedicó a estudiar las posiciones de las estrellas en el hemisferio norte desde 1852 en adelante en Bonn.
En 11 años midió la posición y brillo de 324.198 estrellas entre +90° y –2° declinación con su asistente Eduard Schönfeld (1828- 1891) y Adalbert Krüger (1832- 1896) y recogió estas observaciones en un índice numerado por declinación.
Este catálogo publicado por primera vez en 1863 se hizo conocido como Bonner Durchmusterung (Medición de Bonn, abreviado BD). En el mismo año Argelander fundó la Sociedad Astronómica junto a Wilhelm Foerster (1832- 1921), entre otros. El objetivo de esta sociedad era el de realizar un mapa completo del cielo. La sociedad publicó de manera independiente un catálogo de estrellas entre los 80° y –23° declinación en 1887, conteniendo cerca de 200.000 estrellas, conocido como Astronomische Gesellschaft Katalog (AGK).
Argelander murió en Bonn a la edad de 76 años en 1875.

## Otras obras
- Observationes astronomicae in specula universitatis Fennicae factae. 3 vols. Helsinki (Helsingfors) 1830-32
- DLX stellarum fixarum positiones mediae ineunte anno 1830. Helsinki 1835
- Über die eigene Bewegung des Sonnensystems. San Petersburgo 1837)
- Durchmusterung des nördlichen Himmels zwischen 45° und 80° nördlicher Deklination. Bonn 1848
- Neue Uranometrie. Berlín 1843
- Durchmusterung der Himmelszone zwischen 15° und 31° südlicher Deklination. In: Astronomische Beobachtungen auf der Sternwarte zu Bonn 1846-1852
- Atlas des nördlichen gestirnten Himmels. Bonn 1857-1863: 40 cartas

## Reconocimientos
- El cráter lunar Argelander lleva este nombre en su memoria.[2]
- El asteroide (1551) Argelander también conmemora su nombre.[3]